# Ulf Trolle-Lindgren
Ulf Georg Magnus Trolle-Lindgren, född 14 september 1935 i Söderhamn, är en svensk silversmed, skulptör och målare. Han har också varit yrkesverksam som slöjdlärare (trä och metall).
Han är son till ingenjören Georg Trolle-Lindgren och Margareta Hagström. Trolle-Lindgren studerade vid Konstfackskolan och Högre konstindustriella skolan i Stockholm samt gick en utbildning vid ett slöjdlärarseminarium 1959–1960. Han etablerade en egen verkstad i Uppsala som senare flyttades till Katrineholm där han arbetade med smycken, medaljer, silverkorpus och kyrksilver utförda i silver, guld och koppar.
Därefter flyttades verkstaden till
Strömstad.
Tillsammans med Bengt Ellis och Else Frykholm ställde han ut i Uppsala 1959 och tillsammans med Eric Lundberg på Galerie Catharina i Stockholm 1959 samt med Maud Rydin i Katrineholm 1961. Han har medverkat i samlingsutställningar i ett tiotal svenska städer samt i Finland, Tyskland och Frankrike och i utställningar arrangerade av Katrineholms konstförening och utställningen Ungt svenskt silver som visades på Nationalmuseum 1965.
För Katrineholms badhus utförde han utsmyckningen Fiskar i kopparplåt 1962 och för Funäsdalens kyrka skapade han ett par silverljusstakar 1956 samt kyrksilver för Salabackekyrkan och Eriksbergskyrkan i Uppsala. För Genetiska institutionen vid Uppsala universitet skapade han en guldmedalj som delas ut till framstående forskare. Hans skulpturer består huvudsakligen av koppar medan bildkonsten består av landskap och havsmotiv. Trolle-Lindgren är representerad i ett flertal landsting och kommuner.
Han har gjort nattvardssilvret i Nävertorps kyrka, Katrineholmsbygdens församling.
Han var gift 1957–1979 med Sig-Britt Gottfredsson (senare Kåselöv) (1931-2016) med vilken han fick en son. Från 1980 är Ulf Trolle-Lindgren gift med Margareta Salomonsson (född 1949) och de har två gemensamma barn.
Ulf Trolle-Lindgren har en roll som statist i filmen Anita - ur en tonårsflickas dagbok.